# Anton Alekseev
Anton Yurevich Alekseev (em russo:  Антон Юрьевич Алексеев; 9 de agosto de 1967) é um matemático russo.
Alekseev foi aluno de Ludvig Faddeev. Trabalhou no Instituto de Matemática Steklov em São Petersburgo e no início da década de 1990 na Universidade de Uppsala. É atualmente professor ordinário da Universidade de Genebra.
Foi palestrante convidado do Congresso Internacional de Matemáticos em Seul (2014: Three lives of the Gelfand-Zeitlin integrable system.

## Publicações selecionadas
- editor com A. Hietamäki, K. Huitu, A. Morozov, Antti Juhani Niemi: Integrable Models and Strings, Proceedings of the 3rd Baltic Rim Student Seminar Held at Helsinki, Finland, 13.–17. September 1993, Springer, Lecture Notes in Physics, 1994; abstract doi:10.1007/3-540-58453-6
  - no Proceedingspor Anton Alekseev e A. Malkin: Symplectic geometry and the Chern-Simons theory, pp. 59–97 preprint
- com Eckhard Meinrenken: The non commutative Weil Algebra, Inventiones Mathematicae, vol. 139, 2000, pp. 135–172, Arxiv
- com Eckhard Meinrenken: Poisson geometry and the Kashiwara-Vergne conjecture, C. R. Acad. Sci., 335, 2003, pp.723–728, Arxiv
- com Eckhard Meinrenken: Clifford algebras and the classical dynamical Yang-Baxter-Equations, Math.Res.Lett., vol. 10, 2003, pp. 253–268, Arxiv
- com Eckhard Meinrenken: On the Kashiwara-Vergne conjecture, Inventiones Mathematicae 164, 2006, 615–634, Arxiv
- com Carlo A. Rossi, Charles Torossian, Thomas Willwacher: Logarithms and Deformation Quantization, Inventiones Mathematicae, vol. 206, 2016, pp. 1–26, Arxiv
- com C. Torossian: The Kashiwara-Vergne Conjecture and Drinfeld's associators, Annals of Mathematics, vol. 175, 2012, pp. 415–463, Arxiv
- com C. Torossian: On triviality of the Kashiwara-Vergne problem for quadratic Lie algebras,  C. R. Math. Acad. Sci. Paris, vol. 347, 2009, pp. 21–22, 1231–1236. Arxiv
- com C. Torossian: Kontsevich deformation quantization and  flat connections,  Comm. Math. Phys., vol. 300, 2010, pp. 47–64, Arxiv
- com B. Enriquez, C. Torossian: Drinfeld associators, braid groups and explicit solutions of the Kashiwara-Vergne equations, Publ. Math. Inst. Hautes Études Sci., Band 112, 2010, S. 143–189, Arxiv
- com Arkady Berenstein, Benjamin Hoffman, Yanpeng Li: Langlands Duality and Poisson-Lie Duality via Cluster Theory and Tropicalization, Arxiv 2018